# Oscar Alberto Dertycia
Oscar Alberto Dertycia Álvarez (Córdoba, Argentina, 3 de marzo de 1965) es un exfutbolista argentino. Actualmente es vocal de la Agencia Córdoba Deportes.

## Trayectoria

### Inicios
Inició sus andanzas en las categorías inferiores del Instituto de Córdoba, en su ciudad natal, club en el que se convirtió en goleador histórico de la institución y además es hincha declarado. De aquí, pasó en 1988 al Argentinos Juniors donde fue goleador del torneo argentino. Dertycia se convirtió en el segundo máximo anotador del fútbol argentino de la década de 1980 con 105 goles.
Luego pasó a la Fiorentina italiana. Su fichaje fue recibido en Italia como una auténtica revolución para el equipo, en 1989. En su etapa italiana, llegó a formar delantera en numerosos partidos con un joven Roberto Baggio.

### Etapa española
A partir de aquí llega al fútbol español. Su primer equipo fue el Cádiz, en la temporada 1990/1991, donde será conocido como "Míster Proper" por su alopecia, consiguiendo desde un principio una consonancia directa con la afición gaditana. Anotó 6 goles en 21 partidos en el conjunto gaditano, siendo uno de los artífices para que el conjunto cadista salvara la categoría. Al año siguiente abandonaría el club.
Su siguiente equipo, fue el Tenerife, donde militó desde la temporada 1991/1992 hasta la 1993/1994. Su primera temporada con Jorge Solari, en el banquillo fue aceptable (31 partidos, 7 goles). Nunca llegó a contar con su entrenador compatriota del Tenerife, Jorge Valdano, que en el comienzo de la temporada 1993/1994, dijo que no contaba con él. Pero su entrega y lucha hicieron que casi siempre entrase en los planes de éste (29 partidos y 9 goles, 31 partidos y 11 goles). Entre sus goles más importantes se encuentra el que anotó ante el Real Madrid, que privó a este equipo de la Liga y le dio al Tenerife la primera clasificación a la Copa de la UEFA en la historia del club. Anotó 27 goles en 91 partidos durante su etapa tinerfeña.
Su último equipo fue el Albacete Balompié, donde el entrenador Benito Floro no contó con él y solo marcó 6 goles en el conjunto manchego.

### Vuelta a América
Volvió a Argentina, donde militó en el Talleres de Córdoba e Instituto de Córdoba.
El segundo semestre de 1998 pasó por el Deportes Temuco chileno, con poca fortuna, pero al año siguiente fichó por el equipo argentino General Paz Juniors, donde realizó una aceptable temporada (25 partidos, 6 goles), por lo que ese mismo año el Sport Coopsol Trujillo (equipo de la Primera División del Perú) se decidió a ficharle. Fue su último equipo antes del retiro (2002), pero aun así anotó 24 tantos en 44 partidos.

## Selección nacional
Jugó para la selección argentina sub-20 en la Copa Mundial de Fútbol Juvenil de 1983, donde anotó un tanto.
Integró el combinado argentino que fue subcampeón del Torneo Preolímpico Sudamericano de 1988 y que obtuvo la medalla de bronce en el torneo de fútbol de los Juegos Panamericanos de 1987.
Fue convocado por primera vez con la selección absoluta en 1984, bajos las órdenes de Carlos Bilardo, siendo miembro del equipo que quedó cuarto en la Copa América 1987. Desde entonces, fue internacional en diecinueve ocasiones con la selección albiceleste, anotando dos tantos en partidos amistosos.

### Participaciones Sub-20
| Copa                                   | Sede   | Resultado  | Partidos | Goles |
| -------------------------------------- | ------ | ---------- | -------- | ----- |
| Copa Mundial de Fútbol Juvenil de 1983 | México | Subcampeón | 1        | 1     |

### Participaciones Sub-23
| Copa                                    | Sede           | Resultado  | Partidos | Goles |
| --------------------------------------- | -------------- | ---------- | -------- | ----- |
| Torneo Preolímpico Sudamericano de 1988 | Bolivia        | Subcampeón |          |       |
| Juegos Panamericanos de 1987            | Estados Unidos | 3° Puesto  |          |       |

### Participaciones Absoluta
| Copa              | Sede      | Resultado | Partidos | Goles |
| ----------------- | --------- | --------- | -------- | ----- |
| Copa América 1987 | Argentina | 4º puesto | 0        | 0     |

## Clubes
| Club                   | País      | Año       | PJ  | G   |
| ---------------------- | --------- | --------- | --- | --- |
| Instituto de Córdoba   | Argentina | 1982-1988 | 195 | 89  |
| Argentinos Juniors     | Argentina | 1988-1989 | 41  | 20  |
| Fiorentina             | Italia    | 1989-1990 | 19  | 4   |
| Cádiz                  | España    | 1990-1991 | 21  | 6   |
| Tenerife               | España    | 1991-1994 | 91  | 27  |
| Albacete               | España    | 1994-1995 | 22  | 6   |
| Talleres de Córdoba    | Argentina | 1995-1996 | 40  | 19  |
| Instituto de Córdoba   | Argentina | 1996-1997 | 27  | 10  |
| Deportes Temuco        | Chile     | 1998      | 10  | 1   |
| General Paz Juniors    | Argentina | 1999-2000 | 25  | 6   |
| Sport Coopsol Trujillo | Perú      | 2001-2002 | 44  | 24  |
| Total                  | Total     | Total     | 535 | 212 |

## Vida personal
En su etapa italiana tuvo una gravísima lesión tras un choque con Diego Maradona, que estuvo a punto de apartarle del fútbol en activo, la cual, se dice que le produjo una alopecia universal, por la que se caracteriza desde entonces.